# Red Deer (circonscription fédérale)
Pour les articles homonymes, voir Red Deer (homonymie) et Deer.
Circonscription électorale fédérale du Canada
Red Deer est une circonscription électorale fédérale canadienne de l'Alberta.

## Circonscription fédérale
La circonscription est créée une première fois en 1908 à partir de Calgary et Strathcona, et existe de façon ininterrompue jusqu'au redécoupage électoral de 2013, où elle est divisée entre Red Deer—Mountain View et Red Deer—Lacombe. Recréée lors du redécoupage de 2022, son centre de population le plus important est la ville de Red Deer.
Les circonscriptions limitrophes sont:
- au nord, à l'ouest et au sud-ouest : Ponoka—Didsbury
- à l'est et au sud : Battle River—Crowfoot[6].

## Résultats électoraux
|       | Candidat               | Parti        | # de voix | % des voix |
|       | (x) Earl Dreeshen      | Conservateur | +37 959,  | 75,93 %    |
|       | Andrew Lineker         | Libéral      | +01 918,  | 3,84 %     |
|       | Stuart Somerville      | NPD          | +07 566,  | 15,13 %    |
|       | Conner Woodruff Sisson | Vert         | +02 551,  | 5,1 %      |
| Total | Total                  | Total        | 49 994    | 100 %      |

|       | Candidat          | Parti        | # de voix | % des voix |
|       | Earl Dreeshen     | Conservateur | +33 226,  | 73,09 %    |
|       | Garfield Marks    | Libéral      | +02 863,  | 6,3 %      |
|       | Stuart Somerville | NPD          | +05 040,  | 11,09 %    |
|       | Evan Bedford      | Vert         | +04 332,  | 9,53 %     |
| Total | Total             | Total        | 45 461    | 100 %      |

## Liste des députés
1. 1908-1921 — Michael Clark, PLC (1908-1917), Unioniste (1917-1920) et PPC (1920-1921)
2. 1921-1935 — Alfred Speakman, United Farmers
3. 1935-1940 — Eric Joseph Poole, CS
4. 1940-1958 — Frederick Davis Shaw, CS
5. 1958-1962 — Harris George Rogers, PC
6. 1962-1972 — Robert N. Thompson, CS (1962-1968) et PC (1968-1972)
7. 1972-1988 — Gordon Towers, PC
8. 1988-1993 — Douglas Fee, PC
9. 1993-2008 — Bob Mills, PR (1993-2000), AC (2000-2003) et PCC (2003-2008)
10. 2008-2015 — Earl Dreeshen, PCC

- AC = Alliance canadienne
- CS = Crédit social
- PCC = Parti conservateur du Canada
- PC = Parti progressiste-conservateur
- PPC = Parti progressiste du Canada
- PR = Parti réformiste du Canada